# 比呂公一
比呂 公一（ひろ こういち、1948年 - ）は、日本の歌手、作曲家。本名：植木 廣司（うえき ひろし）。株式会社モッシュ代表取締役。

## 人物
植木等の長男として東京都で誕生。
1970年代は植木 浩史名義でCMソング等を数多く歌っていた。近年は児童向け番組の音楽を手掛けており、NHKで放送中の人形劇『ざわざわ森のがんこちゃん』では、音楽提供している傍ら、自らまじかるぱぱ名義でヒゲ校長の声をレギュラーで担当している。
火野正平の歌手デビュー時からのプロデューサー、ライブバンドリーダー、伴奏者としても長年活躍している。
メディアに顔を出す機会は少ないが、2005年、NHK-BSハイビジョン特集で放送された『スーダラ伝説 植木等 夢を食べ続けた男』で、レコーディング風景、編曲した作品や父に対する思いを語る様子が放送された。父が終戦直後に活動していたジャズバンド仲間との再会に同行し、エンディングでは『スーダラ節』のジャズ版アレンジ曲を編曲している。また、2008年3月3日開催の「第45回ゴールデン・アロー賞」授賞式に、阿久悠の長男で作曲家の深田太郎と共に出席。父に代わって「芸能功労賞」のトロフィーを受け取った。記念撮影にも深田と共に加わった。

## 歌唱

### シングル
- へんしんたいそう／ハイハイ・ロック（1972年）-　『おはよう!こどもショー』使用曲
- 不思議な幸福せ（1972年）※比呂公一+シモンズ
- 九月の朝／バラ色娘（1972年10月）（日本コロムビア、P-193）※B面：比呂公一とグループその1

### アルバム
- 果樹園（1972年10月25日）
- プロペラハイライト盤（日本コロムビア、H88）-　オムニバスアルバム

### 植木浩史 名義

#### シングル
- 真夜中の恋／リトル・ベイビー（1968年3月、日本コロムビア（L盤）、LL-10050-J) - 歌手としてのデビュー曲。
- 悲しみの朝／すみれ色の少女（1968年6月、日本コロムビア（L盤）、LL-10059-J)
- 白い夏の終り／紅いジュータン（1968年9月、日本コロムビア（L盤）、LL-10071-J)
- 嘘に泣いた女／ごめんなさいネ（1969年3月、日本コロムビア（L盤）、LL-10087-J)
- すばらしい青春／離ればなれのふたり（1970年4月10日、日本コロムビア（L盤）、LL-10129-J)
- ミラーマンの唄（1972年）※植木浩史・ハニー・ナイツ

## 楽曲提供
- 植木等
  - よろしく音頭（1991年）
  - どこまでも空（1991年）
  - 小林製薬「タフデント」CMソング
- 谷啓
  - シャーロックホームズとワトソン博士（1975年、NHK『みんなのうた』使用曲）
  - ドンドンズズンがんこちゃん（NHK教育『ざわざわ森のがんこちゃん』主題歌） - 谷啓死去後、瀬川瑛子に交代。
- 常田富士男
  - 2001年生まれのフランケンシュタイン（『おはよう!こどもショー』使用曲）
- 吉成香
  - パステル色の朝（1983年）
- 渡辺真知子
  - デリカシィ・ベイビー（1976年）

### 特撮
- スーパーロボット レッドバロン（1973年）
  - S.S.I（エンディングテーマ、歌：ミュージカル・アカデミー）
  - 兄さんのロボット（挿入歌、歌：音羽ゆりかご会）

## 編曲
- 因幡晃
  - 思いで…（1977年）
- 浜田良美
  - My Song
- 火野正平
  - 想い出は風の中（1977年、『新・必殺仕置人』挿入歌）
  - 海（1977年、『新・必殺仕置人』挿入歌）
- 森田童子
  - ぼくは16角形（1982年）
  - 麗子像（1982年）
  - 船がくるぞ（1982年）
  - 哀悼夜曲（1982年）
- 吉成香
  - マイム・マイム（1983年、イスラエル民謡）

## 音楽担当作品

### テレビ
- 翔べ! 必殺うらごろし（1978年、朝日放送、松竹）
- のびのびノンちゃん（1990年）
- ざわざわ森のがんこちゃん（1996年、NHK） - まじかるぱぱ名義でヒゲ校長の声も担当[1][2]
- あつまれ!じゃんけんぽん（1995-1996年）
- バケルノ小学校 ヒュードロ組（2003年）
- 中学生日記

学校の幽霊 
オチアイくん 音楽担当

### 映画
- 森の石松（1992年）

### ドラマCD
- 雨ふり花さいた

### コマーシャル
- 「Its a good  life」東洋紡 - MIDEM（カンヌ音楽祭）CM部門IBAおよびクリオ賞のグランプリを受賞。
- 「サッポロ一番 カップスター」サンヨー食品
- 「リズム時計」シチズン
- 「魔法陣グルグル」SONY
- 「アペックス・アイ」POLA
- 「ソフィカル」POLA
- 「チーズチョコクラブ」カネボウ食品
- 「エビアン」カルピス
- 「七五三」不二家
- 「ポンジュース」えひめ飲料
- 「かつおこんぶだし」味の素
- 「料理酒」味の素
- 「日本盛」日本盛
- 「タフデント」小林製薬

ほか